# Solraig llis

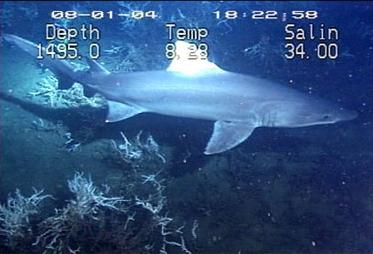
Solraig llis al Golf de Mêxic

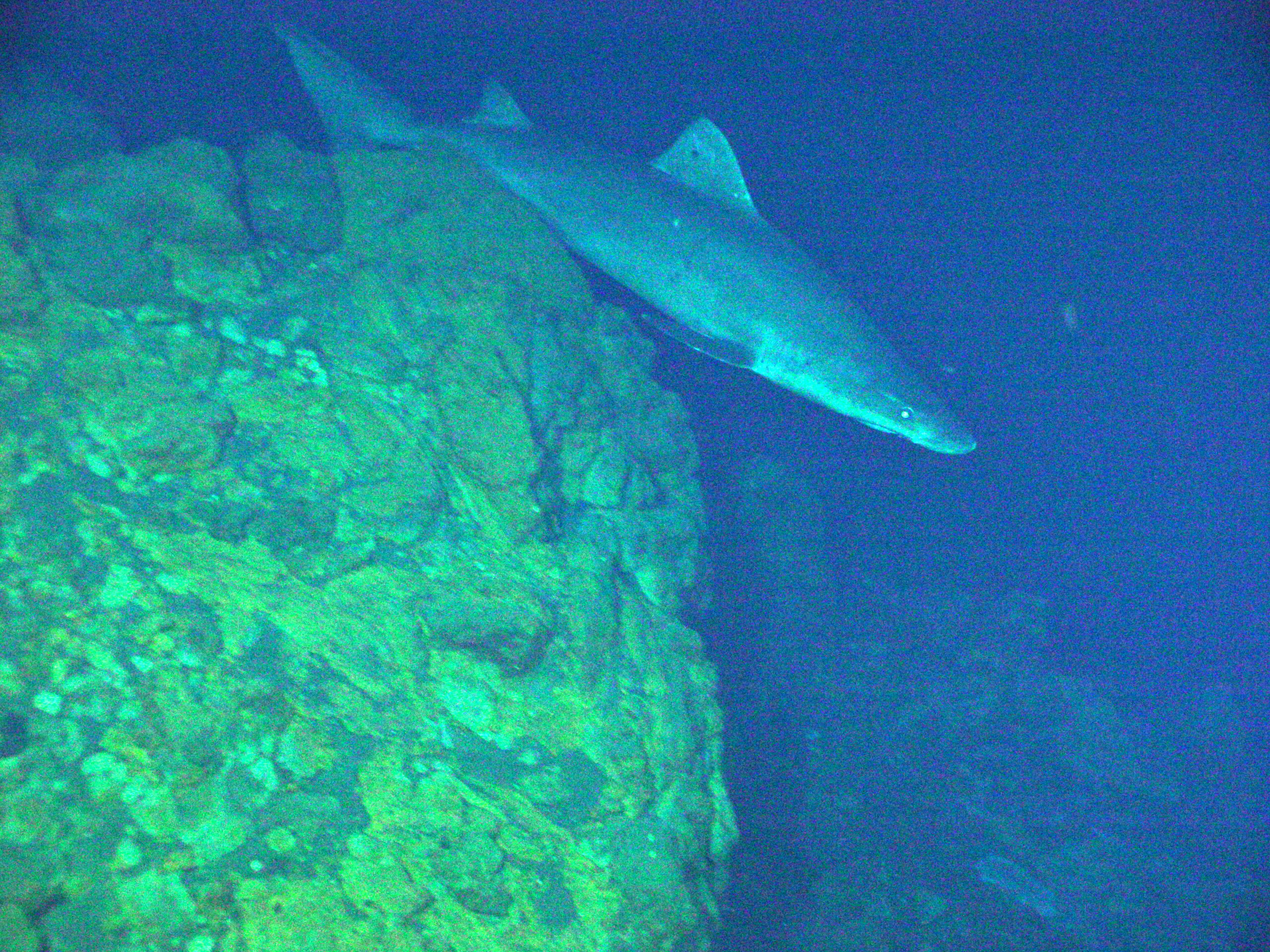
Solraig llis al volcà submarí Kasuga-2, al Japó

El solraig llis o solraig de sorra (Odontaspis ferox) és una espècie tauró lamniforme de la família dels odontaspídids que es troba als oceans i mars tropicals i subtropicals.

## Descripció
- Cos allargat i fusiforme.
- Musell cònic i llarg.
- Presenta dues aletes dorsals, la primera més gran que la segona i situada a prop de la inserció de les pectorals.
- Sense membrana nictitant.
- Amb cinc parells de fenedures branquials.
- La coloració general és grisosa, sense taques fosques.
- Té una longitud total de 360 cm.
- El mascle assoleix la maduresa als 275 cm i la femella als 360 cm.

## Hàbitat
Viu en fons sorrencs entre 13 i 420 m de fondària.

## Alimentació
Menja petits peixos ossis, crustacis i cefalòpodes.

## Reproducció
Força desconeguda, però es pensa que ha de ser similar a la del solraig clapejat. La mida dels petits en néixer és de 105 cm de longitud.

## Aprofitament
Les captures a les costes catalanes són molt poc freqüents. Sense interès comercial.